# Sant Mori
Sant Mori è un comune spagnolo di 141 abitanti situato nella comunità autonoma della Catalogna.